# Краснокутская волость (Верхнеднепровский уезд)
Краснокутская волость — административно-территориальная единица Верхнеднепровского уезда Екатеринославской губернии.
По состоянию на 1886 год состояла из 13 поселений, 14 сельских общин. Население 2149 человек (1097 мужского пола и 1052 женского), 327 дворовых хозяйств.
| Собственность  | Площадь (в т. ч. пахотной) |
| -------------- | -------------------------- |
| Сельских общин | 1374 (1048)                |
| Частная        | 11 564 (3081)              |
| Другая         | 120 (60)                   |
| Всего          | 13 058 (4189)              |

Самое большое поселение:
- Красный Кут (Махелоновка, Адабатовка) — село при реке Омельник в 30 верстах от уездного города, 245 человек, 33 двора, церковь православная, кирпичный завод, ярмарка.